# Antonio Ballesteros Beretta
Antonio Ballesteros Beretta (Roma, 19 de març de 1880-Pamplona, 15 de juny de 1949) va ser un historiador i americanista espanyol, membre de la Reial Acadèmia de la Història.

## Biografia
Va néixer a Roma, fill del diplomàtic espanyol Arturo Ballesteros i de la comtessa italiana Maria Beretta, va aprendre italià, francès i castellà. Va estudiar amb els jesuïtes de Chamartín i es va llicenciar en Dret i en història a la Universitat de Salamanca. Especialitzat en història d'Espanya i Història d'Amèrica, el 1906 fou catedràtic d'Història universal moderna i contemporània de la Universitat de Sevilla, i el 1913 d'Història universal antiga i mitjana, d'Història d'Amèrica i d'Història d'Espanya, a la Universitat de Madrid. Va fer amistat amb el filòsof polític i historiador peruà, el Marquès de Montealegre de Aulestia i el 1910 es casà amb la també historiadora i acadèmica Mercedes Gaibrois Riaño, amb la que va tenir dos fills historiadors, Mercedes i de Manuel Ballesteros Gaibrois.
Fou professor dels fills d'Alfons XIII. El 1918 va ingressar a la Reial Acadèmia de la Història i el 1919 Antoni Maura i Montaner el va nomenar governador civil de la província de Sevilla. En produir-se el cop d'estat del 18 de juliol de 1936 es va aixoplugar a l'ambaixada de Mèxic fins a març de 1937, quan va passar a la zona nacional i es va establir a Burgos. Després de la guerra fou membre del Consell Superior d'Investigacions Científiques.

## Obres seleccionades
- Sevilla en el siglo XIII (1913)
- Síntesis de la Historia de España (1920)
- Historia de España y su influencia en la historia universal (12 vols., 1922-41).
- Alfonso X el Sabio. Salvat, 1963.
- Curso de historia universal (1941)
- La Reconquista de Murcia: 1243-1943 (1943)
- Cristóbal Colón y el descubrimiento de América (1945)
- Burgos y la rebelión del infante Don Sancho (1946)
- Figuras Imperiales (1947) Espasa - Calpe Argentina S.A.
- La Marina cántabra y Juan de la Cosa